# 中国：脆弱的超级大国
《脆弱的強權：在中國崛起的背後》（China─Fragile Superpower: How China's Intrenal Politics Could Derail It's Peaceful Rise）一書是由謝淑麗（Susan L. Shirk）所著，牛津大學出版社出版。正體中文版由政治大學東亞所博士，世新大學助理教授溫洽溢譯。台灣遠流出版社2008年出版。

## 內容
- 第一、二、三章 闡述中國外強內弱
- 第四章 從媒體和互聯網角度來探討民族主義發展對中國政治穩定的影響
- 第六、七、八章 中國外強內弱對中日關係、台海問題的處理以及中美關係的影響

### 對中國領導的建議
她對中國領導的以下的建議是建設在假設黨的目標是引進西方的價值觀的基礎上
- 停止官方支持極端民族主義
- 培養正面的民族主義（降低對外國人的仇視）
- 賦予私有企業更多的社會責任
- 加強文人領導軍隊
- 不再控制媒體
- 與台灣政府對話[1]

## 版本
- 英文版：China─Fragile Superpower: How China's Intrenal Politics Could Derail It's Peaceful Rise，ISBN 978-019-530-6095
- 正體中文版：脆弱的強權：在中國崛起的背後，ISBN 978-957-32-6306-7

## 外部連結
- China: Fragile Superpower Transcript of an April 2007 discussion at the Carnegie Council in New York.